# Sting Entertainment
Sting Entertainment est un développeur de jeux de rôles japonais qui éditait aussi ses créations sur le territoire nippon avant de signer un accord avec Atlus le 10 mars 2009 qui en fit leur éditeur exclusif. Cette compagnie de taille relativement modeste, en plus de créer des jeux aux concepts originaux, offre aussi des services téléphoniques au Japon.

## Liste des jeux (partielle)
- Riviera: The Promised Land (1998, Wonderswan Color)
- Solid Runner (1997, SNES)
- Yadamon: Wonderland Dream (1993, SNES)
- Treasure Hunter G (1996, Super Nintendo)